# Shoshoni
Shoshoni – miasto w Stanach Zjednoczonych, w stanie Wyoming, w hrabstwie Fremont.